# Limeyrat
Limeyrat é uma comuna francesa na região administrativa da Nova Aquitânia, no departamento Dordonha. Estende-se por uma área de 19,41 km². Em 2010 a comuna tinha 454 habitantes (densidade: 23,4 hab./km²).